# Nippononeta alpina
Nippononeta alpina là một loài nhện trong họ Linyphiidae.
Loài này thuộc chi Nippononeta. Nippononeta alpina được Hirotsugu Ono & Kendo Saito miêu tả năm 2001.